# Luigi Cantone
Luigi Cantone (Robbio, 21 luglio 1917 – Novara, 6 novembre 1997) è stato uno schermidore italiano, specializzato nella spada. Ha vinto una medaglia d'oro ed una d'argento nella scherma ai Giochi olimpici.
Il suo paese natale gli ha dedicato il locale Palazzetto dello Sport.

## Palmarès
In carriera ha ottenuto i seguenti risultati:

### Giochi olimpici
Individuale
- Oro nella spada a Londra 1948

A squadre
- Argento nella spada a Londra 1948

### Mondiali
Individuale
A squadre
- Oro nella spada a Il Cairo 1949
- Bronzo nella spada a Lisbona 1947